# Perská Wikipedie
Perská Wikipedie (persky: ویکی‌پدیا، دانشنامهٔ آزاد, Vikipedia, Daneshname-ye Azad) je verze Wikipedie v perštině. Tato verze Wikipedie byla spuštěna v lednu 2004. V lednu 2022 obsahovala přes 851 000 článků a pracovalo pro ni 37 správců. Registrováno bylo přes 1 086 000 uživatelů, z nichž bylo přes 5 600 aktivních. V počtu článků byla 19. největší Wikipedie.
V roce 2012 provedli 68,9 % editací perské Wikipedie uživatelé z Íránu, 10 % z USA, 3,4 % z Kanady a 2,1 % ze Spojeného království.
V roce 2019 bylo zobrazeno okolo 1,7 miliardy dotazů. Denní průměr byl 4 564 477 a měsíční 149 123 811 dotazů. Nejvíce dotazů bylo zobrazeno v lednu (163 874 308), nejméně v únoru (135 678 720). Nejvíce dotazů za den přišlo ve středu 23. října (6 482 097), nejméně ve středu 20. listopadu (342 082).